# Бабич Іван Іванович
Іва́н Іва́нович Ба́бич (нар. 28 серпня 1983 — 10 червня 2016) — солдат Збройних сил України, учасник російсько-української війни.

## Життєпис
Народився 1983 року в місті Перечин (Закарпатська область). Після 2002 року здобув професію електрогазозварювальника.
Пішов добровольцем влітку 2014 року, 4-й батальйон 128 ОГПБр, згодом перевівся в 24-ту бригаду, брав участь у боях за Дебальцеве. Демобілізувався, 10 травня 2016 року підписав контракт і знову повернувся на фронт — вже у складі 15-го батальйону; заступник командира бойової машини, навідник-оператор.
8 червня 2016 року зазнав важких поранень під час вчиненого терористами обстрілу позицій ротного опорного пункту поблизу Опитного (Ясинуватський район). Тоді ж загинув прапорщик 128-ї бригади Ярослав Цап. Помер 10 червня в лікарні ім. Мечникова.
11 червня 2016-го в місті Перечин Івана зустрічали на колінах «живим коридором». 12 червня 2016 похований з військовими почестями. У Перечині 11—12 червня 2016 року оголошено Днями жалоби.
Без Івана лишилися батьки та молодший брат з сестрою.

## Нагороди та вшанування
- Указом Президента України № 345/2016 від 22 серпня 2016 року «за особисту мужність і високий професіоналізм, виявлені у захисті державного суверенітету та територіальної цілісності України, вірність військовій присязі» — нагороджений орденом «За мужність» III ступеня (посмертно)[1]
- у червні 2017 року у Перечинському професійному ліцеї відкрито і освячено меморіальну дошку випускнику закладу Івану Бабичу[2]